# 날아라 사이타마
《날아라 사이타마》(翔んで埼玉, Fly Me to the Saitama)는 일본에서 제작된 타케우치 히데키 감독의 2019년 코미디 영화이다. 마야 미네오의 동명의 1980년대 만화 시리즈에 기반을 둔다. 니카이도 후미 등이 주연으로 출연하였다.

## 출연

### 주연
- 니카이도 후미
- 각트

### 조연
- 이세야 유스케
- 브라더 톰
- 아소 구미코